# فيل لويس (مغني)
فيل لويس (بالإنجليزية: Phil Lewis)‏ هو موسيقي ومغني بريطاني، ولد في 9 يناير 1957 في لندن في المملكة المتحدة.

## وصلات خارجية
- فيل لويس على موقع IMDb (الإنجليزية)
- فيل لويس على موقع ميوزك برينز (الإنجليزية)
- فيل لويس على موقع إن إن دي بي (الإنجليزية)
- فيل لويس على موقع ديسكوغز (الإنجليزية)
- فيل لويس على موقع قاعدة بيانات الفيلم (الإنجليزية)
- فيل لويس على موقع كينوبويسك (الروسية)